# 23è Festival Internacional de Cinema de Moscou
El 23è Festival Internacional de Cinema de Moscou va tenir lloc del 21 al 30 de juny de 2001. El Sant Jordi d'Or fou atorgat a la pel·lícula The Believer dirigida per Henry Bean.

## Jurat
- Margarethe von Trotta (Alemanya – Presidenta)
- Jiang Wen (Xina)
- Bohdan Stupka (Ucraïna)
- Moritz de Hadeln (Alemanya)
- Ingeborga Dapkūnaitė (Lituània)
- Igor Maslennikov (França)
- Geoffrey Gilmore (Estats Units)

## Pel·lícules en competició
Les següents pel·lícules foren seleccionades per la competició:
| Títol original      | Director(s)           | País de producció       |
| ------------------- | --------------------- | ----------------------- |
| The Believer        | Henry Bean            | Estats Units            |
| Concorrenza sleale  | Ettore Scola          | Itàlia, França          |
| Daleko od okna      | Jan Jakub Kolski      | Polònia                 |
| Detektor            | Pål Jackman           | Noruega                 |
| Herencia            | Paula Hernández       | Argentina               |
| Love Story by Tea   | Jin chen              | R.P. de la Xina         |
| Mademoiselle        | Philippe Lioret       | França                  |
| Mi dulce            | Jesús Mora            | Itàlia, Itàlia          |
| Oběti a vrazi       | Andrea Sedláčková     | Txèquia, França, Suïssa |
| The Quickie         | Serguei Bodrov        | Alemanya                |
| Shilje sanghwangg   | Kim Ki-duk            | Corea del Sud           |
| Vakvagányok         | Péter Tímár           | Hongria                 |
| Vingar av glas      | Reza Bagher           | Suècia                  |
| Wilde Mossels       | Erik de Bruyn         | Països Baixos           |
| Youyuan jingmeng    | Yonfan                | Hong Kong               |
| Zir-e poost-e shahr | Rakhshan Bani-E'temad | Iran                    |

## Premis
- Sant Jordi d'Or: The Believer de Henry Bean
- Sant Jordi d'Or Especial: Zir-e poost-e shahr de Rakhshan Bani-E'temad
- Sant Jordi de Plata:
  - Millor Director: Ettore Scola per Concorrenza sleale
  - Millor Actor: Vladimir Mashkov per The Quickie
  - Millor Actriu: Rie Miyazawa per Youyuan jingmeng
- Premi Sant Jordi Especial: Eduard Artemyev, compositor
- Premi Stanislavsky: Jack Nicholson
- Premi FIPRESCI: Vakvagányok de Péter Tímár